# Шрейдер, Александр Фёдорович
Александр Фёдорович Шрейдер (род. 12 августа 1985, Русская Поляна, Омская область, СССР) — российский биатлонист, мастер спорта международного класса.

## Биография
Биатлоном начал заниматься в Мурманске в 1998 года. Затем в 2008 году переехал в Красноярск. Вызывался в молодежную сборную страны по биатлону. Чемпион России. Принимал участие в Кубке IBU. Неоднократно участвует на чемпионатах мира и Европы по летнему биатлону.
В 2013 году вместе с Александрой Аликиной, Ольгой Шестериковой и Андреем Прокуниным выиграл смешанную эстафету на чемпионате мира в итальянском Форни-Авольтри.